# Josep Ciscar i Oriola
Josep Ciscar i Oriola fou un advocat i hisendat valencià del segle xix. Tenia grans propietats a Gandia i Oliva, i era membre de la Junta General de la Reial Mestrança de Cavalleria. Fou elegit diputat a les Corts Espanyoles sorgides després de l'aprovació de l'Estatut Reial de 1834 i formà part de l'Estament dels Procuradors, tot i que tenia certes tendències progressistes. Fou diputat fins al 1836 i fou escollit senador el 1837, 1839 i 1841, però aleshores va renunciar per considerar que el manifest fet públic pel govern provisional sobre les corts de 1834 era calumniós.